# Четвериков, Николай Сергеевич (статистик)
Никола́й Серге́евич Четверико́в (1885―1973) ― советский специалист в области социально-экономической и математической статистики.

## Биография
Родился 7 (19) октября 1885 года в селе Анискино в Щелковском районе Московской области. Его отец Сергей Иванович Четвериков был владельцем Товарищества Городищенской суконной фабрики.
Учился в частном реальном училище К. П. Воскресенского. В 1903 году поступил в Московское высшее техническое училище, где сблизился с социал-демократами и вступил в кружок по изучению марксизма. В феврале 1906 года был арестован на улице с пачкой прокламаций в руках, в 1907 году осужден к шестимесячному заключению в Бутырской тюрьме.
В 1914 году окончил экономическое отделение Петербургского политехнического института. Написал дипломную работу, дававшую право на получение звания кандидата экономических наук. Тема дипломной работы была: «Метод Index numbers как способ изучения изменений ценности денег». В ней была дана полная история применения индексного метода за период с конца XVIII до начала XX вв. Эта работа стала первой в России работой по индексному методу.
В 1915 году мобилизован в армию, участвовал в Первой мировой войне. В 1918 году вступил в ряды Красной Армии, служил в Московском артиллерийском управлении по учету складов.
С 1919 года работает в ЦСУ, где заведовал отделом научной методологии. Одновременно работал в Госплане, где занимался построением индекса оптовых цен. С 1923 по 1929 год работал заведующим секцией методологии изучения конъюнктуры в Конъюнктурном институте.
В этом институте разработал математические методы анализа динамических рядов, методы приложения корреляции и теории вероятности. Продолжил свои исследования по методологии вычисления индексов цен, начатые в 10-х годах. Предложил усовершенствования методов построения индексов цен.
Преподавал в Научно-исследовательском институте сельскохозяйственной экономии, Московском промышленно-экономическом институте имени А. Рыкова. В 1929―1930 годах руководил секцией цен в Плодоовощном институте.
В начале 30-х годов был обвинен во вредительстве и приговорен к 4 годам лишения свободы. С 1935 по 1937 год работал научным сотрудником Медико-генетического института. После ликвидации института снова был репрессирован в 1937 году, реабилитирован в 1957 году. В 1943 и 1944 годах работал плановиком на уральском Миасском тальковом комбинате, в 1945 году преподавал в Горном техникуме.
С 1946 по 1948 год работал в Московском радиологическом институте. Здесь вместе с радиологом и генетиком С. Ардашниковым занимался проблемами первичных механизмов ионизирующей радиации, в частности дозиметрией облучения опухолей. Вдвоём написали восемь статей физико-математического характера, которые включали обширные математические расчеты.
В последние годы жизни занимался главным образом переводами и теоретическими исследованиями по статистике.
Был женат на Вере Алексеевне Савериной (1886—1929, по другим данным 1934)
Умер 2 мая 1973 года в Москве.